# NKヴィノグラダール
NKヴィノグラダール（NK Vinogradar）は、クロアチアのザグレブ郡のサッカークラブである。

## 歴史
1973年に創設され、ユーゴスラビア時代はヤストレバルスコ市リーグ (ONL Jastrebarsko) のAクラス、Bクラスに参加した。
クロアチア独立後、1991-92シーズンはクロアチア紛争の影響で参加せず、1992-93シーズンに復帰して4位になり、その後は郡リーグ (ŽNL) が創立されるまでの数シーズンの間、1位の成績を残した。最初の1997-98シーズンにドルガŽNLで優勝してプルヴァŽNLに昇格、2003-04シーズンにプルヴァŽNLで優勝してトレチャHNLに昇格した。また、2003年にフルヴァツキ・ノゴメトニ・クプに初参加した。
2006-07シーズンにトレチャHNL・西地域で優勝してドルガHNLに昇格した。ドルガHNLには2007年から2013年まで6シーズン所属した。2013年にドルガHNLから撤退して4部リーグまで降格した。
2014-15シーズンにMŽNLで優勝してトレチャHNL・西地域に昇格した。同シーズンはカップ戦で準々決勝に進出したが、ハイドゥク・スプリトに合計スコア0-6で敗れた。準々決勝進出は2005-06シーズン、2011-12シーズンに続いて通算3回目であり、2005-06シーズンはHNKリエカ、2011-12シーズンはHNKツィバリア・ヴィンコヴツィに敗れた。
2017年にトレチャHNL・西地域で優勝したが、市から十分な財政支援を受けられずドルガHNL昇格を辞退した。2018年にトレチャHNL・西地域で連覇を達成した。2018-19シーズンにカップ戦で4回目の準々決勝進出を果たしたが、NKインテル・ザプレシッチに敗れた。

## 獲得タイトル
- トレチャHNL：3回
  - 2006-07, 2016-17, 2017-18